# トリニダード・スコーピオン・ブッチ・テイラー
トリニダード・スコーピオン・ブッチ・テイラー、あるいはトリニダード・スコーピオン・ブッチ・T・ペッパー (英語: Trinidad scorpion Butch T pepper) はカプシクム・キネンセ Capsicum chinenseというトウガラシの一種の栽培品種であり、辛いトウガラシのひとつである。トリニダード・トバゴ原産のトリニダード・スコーピオンという栽培品種を親としている。ヒッピー・シード・コミュニティのニール・スミスが命名した。 もともとスミスはこの種子をミシシッピ州クロスビー/ウッドヴィルにあるチリソース会社ザイデコ・ファームズのオーナーであるブッチ・テイラーからもらっており、テイラーがこのトウガラシの種を広めていた主な人物であったため、名前はこれにちなんでいる。「スコーピオン」種のトウガラシは、尖った先端がサソリの針に似ていると言われるため、サソリを示すスコーピオンという名で呼ばれている。

## 世界記録
トリニダード・スコーピオン・ブッチ・テイラーは3年間にわたり、最も辛いトウガラシとしてギネス世界記録を保持していた。2011年3月に行われたラボの試験では標本がスコヴィル値1,463,700を記録し、この時点で世界一辛いトウガラシとなった。土壌をミミズ堆肥を作っている農場の流去水で肥やすことにより、辛いトウガラシができるという。2012年にキャロライナ・リーパーがスコヴィル値にして1,569,300 SHUを記録し、ギネス世界記録に世界一辛いトウガラシとして登録されたため、トリニダード・スコーピオン・ブッチ・テイラーは世界一辛いトウガラシではなくなった。